# Waupaca megye
Waupaca megye az Amerikai Egyesült Államokban, azon belül Wisconsin államban található. Megyeszékhelye Waupaca, legnagyobb városa New London. Lakosainak száma 51 812 fő (2020. április 1.). Waupaca megye Shawano, Outagamie, Winnebago, Waushara, Portage és Marathon megyékkel határos.

## Népesség
A megye népességének változása:
| Lakosok száma | 52 409 | 52 346 | 52 069 | 52 285 | 51 945 | 51 812 |
|               | 2010   | 2011   | 2012   | 2013   | 2015   | 2020   |